# 赫克爾山
69°38′S 69°48′W / 69.633°S 69.800°W
赫克爾山（英語：Mount Huckle）是南極洲的山峰，位於亞歷山大一世島東部，屬於道格拉斯嶺的一部分，海拔高度2,500米，該山峰在1909年由法國探險隊發現，現時受南極條約體系管理。